# سليمان عبد الغفور
سليمان عبد الغفور محمد عبد الغفور من مواليد 26 فبراير 1991، لاعب كرة قدم كويتي، ويلعب كحارس مرمى في نادي العربي الكويتي ومنتخب الكويت.

## وصلات خارجية
- سليمان عبد الغفور على موقع ناشيونال فوتبول تيمز (الإنجليزية)
- سليمان عبد الغفور على موقع Soccerway.com (الإنجليزية)